# Pronephrium giluwense
Pronephrium giluwense är en kärrbräkenväxtart som beskrevs av Holtt. Pronephrium giluwense ingår i släktet Pronephrium och familjen Thelypteridaceae. Inga underarter finns listade.